# Jean-Baptiste Dortignacq
Jean-Baptiste Dortignacq (Arudy, 25 aprile 1884 – Peyrehorade, 13 maggio 1928) è stato un ciclista su strada francese. 
Professionista dal 1903 al 1910, salì 2 volte sul podio della Grande Boucle, dove colse anche 7 frazioni, oltre ad una tappa al Giro d'Italia.

## Carriera
Soprannominato La Gazelle (la gazzella), fu attivo nel primo decennio del XX secolo, vincendo nove corse tra il 1903 ed il 1910. Vinse sette tappe al Tour de France e una al Giro d'Italia del 1910 (primo corridore straniero ad aggiudicarsi una tappa al Giro).
Fra i suoi successi compare anche la prima edizione del Giro di Romagna nel 1910.

## Palmarès
- 1904 (Elvish-Soly, due vittorie)

5ª tappa Tour de France (Bordeaux > Nantes)
6ª tappa Tour de France (Nantes > Parigi)
- 1905 (Saving, tre vittorie)

6ª tappa Tour de France (Nîmes > Tolosa)
10ª tappa Tour de France (Rennes > Caen)
11ª tappa Tour de France (Caen > Parigi)
- 1906 (Alcyon, una vittoria)

8ª tappa Tour de France (Tolosa > Bayonne)
- 1908 (Griffon, una vittoria)

6ª tappa Tour de France (Grenoble > Nizza)
- 1909 (individuale, tre vittorie)

Bordeaux-Tolosa
Paris-La Mer-Paris
1ª tappa Grand Prix Wolber
- 1910 (Legnano, due vittorie)

6ª tappa Giro d'Italia (Udine > Bologna)
Giro di Romagna

## Piazzamenti

### Grandi Giri
- Giro d'Italia

1909: non partito
1910: ritirato
- Tour de France

1903: non partito (1ª tappa)
1904: 2º
1905: 3º
1906: ritirato (10ª tappa)
1908: ritirato (8ª tappa)
1910: ritirato (9ª tappa)